# 굉지정각
굉지정각(宏智正覺, 1091~1157)은 중국 송나라 시대의 선사이다.
묵조선(默照禪)이라는 새로운 수행법을 만들었다. 침묵과 좌선으로 조용히, 진리를 비춰보는 선수행법이다.